# 小野耕一郎
小野 耕一郎（おの こういちろう、1883年（明治16年）4月1日 - 1945年（昭和20年）1月21日）は、明治末から昭和前期の農業経営者・政治家。衆議院議員、三重県一志郡下之川村長、同郡久居町長。

## 経歴
三重県一志郡下ノ川村（下之川村大字下之川、美杉村大字下之川を経て現津市美杉町下之川）で、豪農・小野耕平の長男として生まれ、1902年（明治35年）三重県立津中学校（現三重県立津高等学校）を卒業し、同年に家督を相続し農業を営む。
下之川村産業組合長、地方森林会議員、一志郡木炭同業組合長、三重県木炭同業組合連合会評議員、産業組合中央会三重支部理事、三重県海外協会理事、同海外移住組合理事などを務め、農事の改善、産業振興に尽力した。
政界では、1906年（明治39年）3月、下之川村助役に就任。以後、下之川村会議員、同学務委員、同村長、土地収用審査委員、三重県結核予防協会評議員、一志安濃河芸三郡土地貸借価格調査委員会会長、久居町長、一志郡町村長会長、一志郡教育会長などを務めた。
1930年（昭和5年）2月、第17回衆議院議員総選挙では小屋光雄の辞退により立憲民政党の公認となり三重県第1区から出馬して当選。1932年（昭和7年）2月の第18回総選挙（三重県第1区、立憲民政党公認）に立候補したが次点で落選し、衆議院議員に1期在任した。
また、三重県会議員に1915年（大正14年）10月、初当選して通算6期在任し、1945年1月、6期目の在任中に死去した。

## 三重県会選挙歴
- 1915年10月当選（1期）[2]
- 1919年9月当選（2期）[2]
- 1923年9月当選（3期）[2]
- 1935年9月当選（4期）[2]
- 1939年11月当選（5期）[2]
- 1943年11月当選（6期）[2]